# Ludovic Boukherma
Ludovic Boukherma est un scénariste et réalisateur français né le 5 juin 1992 à Marmande. Il a passé son enfance dans le petit village de Port-Sainte-Marie. 

Il a co-réalisé plusieurs courts métrages avant de coréaliser avec Zoran Boukherma, Hugo P. Thomas et Marielle Gautier des courts et un long métrages.

## Biographie
Ludovic est le frère jumeau de Zoran Boukherma, devenu également réalisateur. Zoran Boukherma rencontrent Hugo P. Thomas et Marielle Gautier à l’École de la Cité du Cinéma fondée par Luc Besson,.
Après avoir mené séparément divers projets primés, les quatre écrivent et réalisent ensemble les courts métrages Perrault, La Fontaine, Mon Cul ! et Ich bin eine Tata avant de se consacrer ensemble à un long métrage, son premier long-métrage Willy 1er présenté par l'ACID au  festival de Cannes 2016,.
Ludovic remporte en 2019 le Prix du Scénario Junior (anciennement Prix Sopadin) pour le scénario de Teddy, un film de loup-garou qu'il coécrit avec son frère jumeau Zoran Boukherma. Ils réalisent le film dans la foulée à l'été 2019 avec Anthony Bajon dans le rôle principal aux côtés notamment de Noémie Lvovsky, pour une sortie est prévue pour 2020 en Sélection Officielle du Festival de Cannes.
En 2022, son frère et lui sont approchés par Hugo Sélignac et Alain Attal pour écrire et réaliser l’adaptation du roman Leurs enfants après eux de Nicolas Mathieu. Le tournage débute à l’été 2023 avec dans les rôles principaux Paul Kircher, Gilles Lellouche, Sayyid El Alami, Ludivine Sagnier entre autres.

## Filmographie
- 2015 : Perrault, La Fontaine, Mon Cul ! (court métrage)
- 2015 : Ich bin eine Tata (court métrage)
- 2016 : Willy 1er coréalisé avec Zoran Boukherma, Marielle Gautier et Hugo P. Thomas.
- 2017 : La Naissance du monstre (court-métrage)
- 2020 : Teddy coréalisé avec Zoran Boukherma[9]
- 2022 : L'Année du requin coréalisé avec Zoran Boukherma[10]
- 2024 : Leurs enfants après eux coréalisé avec Zoran Boukherma[11]

## Distinctions
- ACID Cannes 2016.
- Queer Palm Cannes 2016 (nomination).
- Molodist de Kiev 2016.
- Colcoa Los Angeles 2016.
- Prix Étudiant de la jeunesse au Festival international du court métrage de Clermont-Ferrand.
- Grand Prix au Festival du film culte de Trouville.
- Prix d'Ornano-Valenti au festival du cinéma américain de Deauville.
- Amphore d'Or et Amphore du Peuple au FIFIGROT 2016.
- Prix du Scénario Junior (ex Prix Sopadin) 2019 pour Teddy.
- Sélection Officielle Festival de Cannes 2020 pour Teddy.
- Sélection Officielle 81ème Mostra de Venise pour Leurs Enfants Après Eux[12].